# Heilig-Kreuz-Kirche (Maliana)

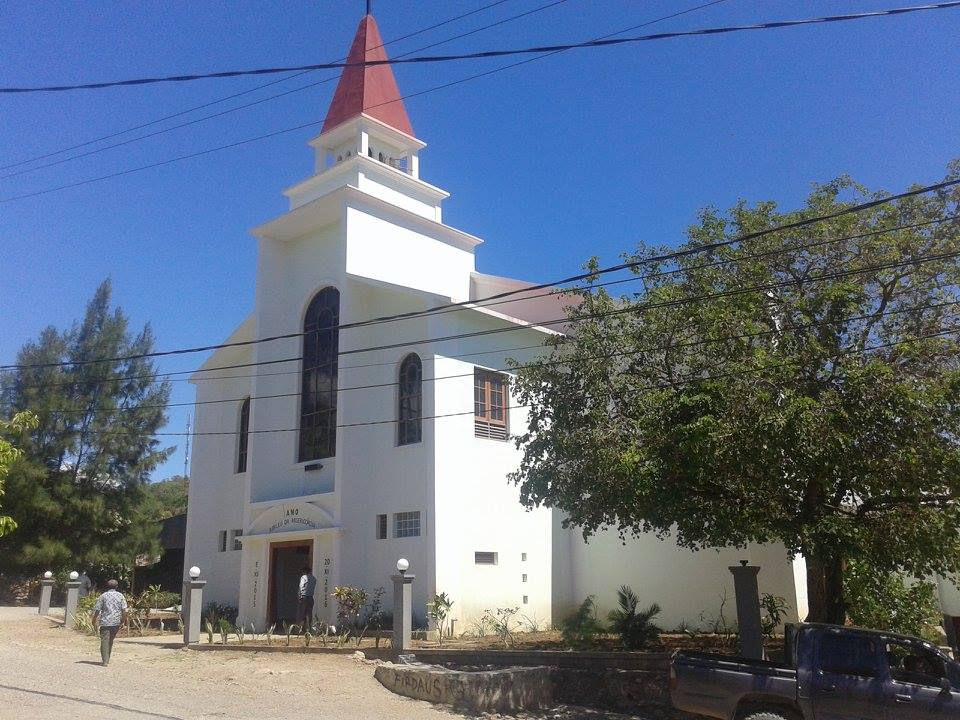
Die Heilig-Kreuz-Kirche von Maliana

Die römisch-katholische Heilig-Kreuz-Kirche von Maliana (portugiesisch Igreja de Santa Cruz de Maliana, tetum Santa Crus) ist die provisorische Kathedrale des 2010 gegründeten osttimoresischen Bistums Maliana. Sie befindet sich im Suco Lahomea, nahe dem Bischofssitz, im Osten der Stadt Maliana. Der kompakte Bau mit einem Turm diente zuvor als Pfarrkirche Malianas.
2016 wurde der Grundstein für den Bau der Herz-Jesu-Kathedrale (Catedral do Sagrado Coração de Jesus) gelegt, der die Funktion der Heilig-Kreuz-Kirche übernehmen soll.

## Bildergalerie

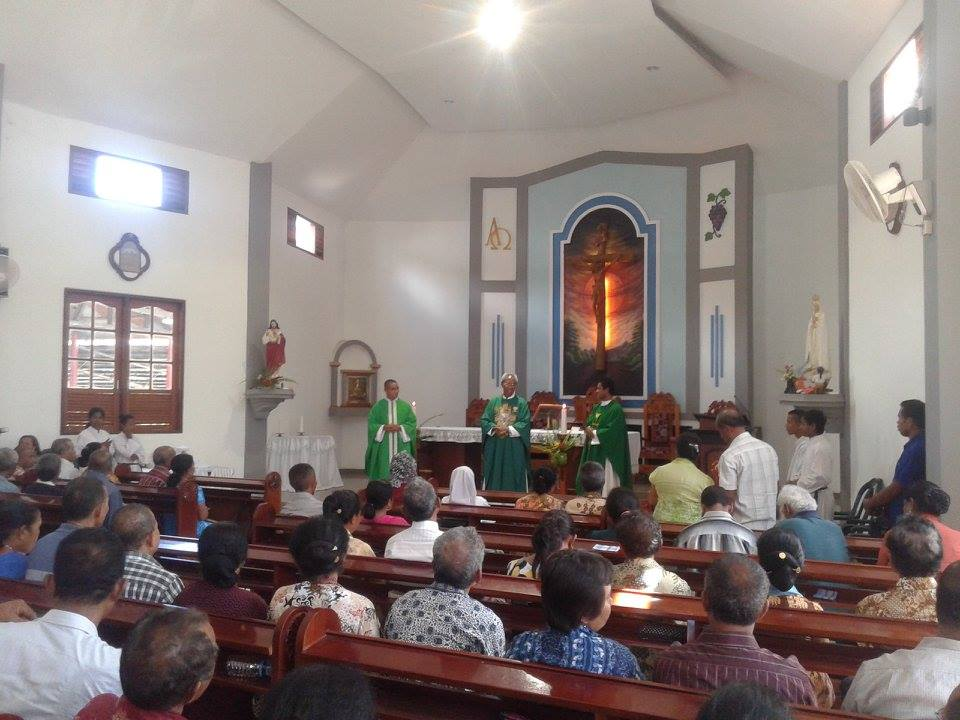
Gottesdienst
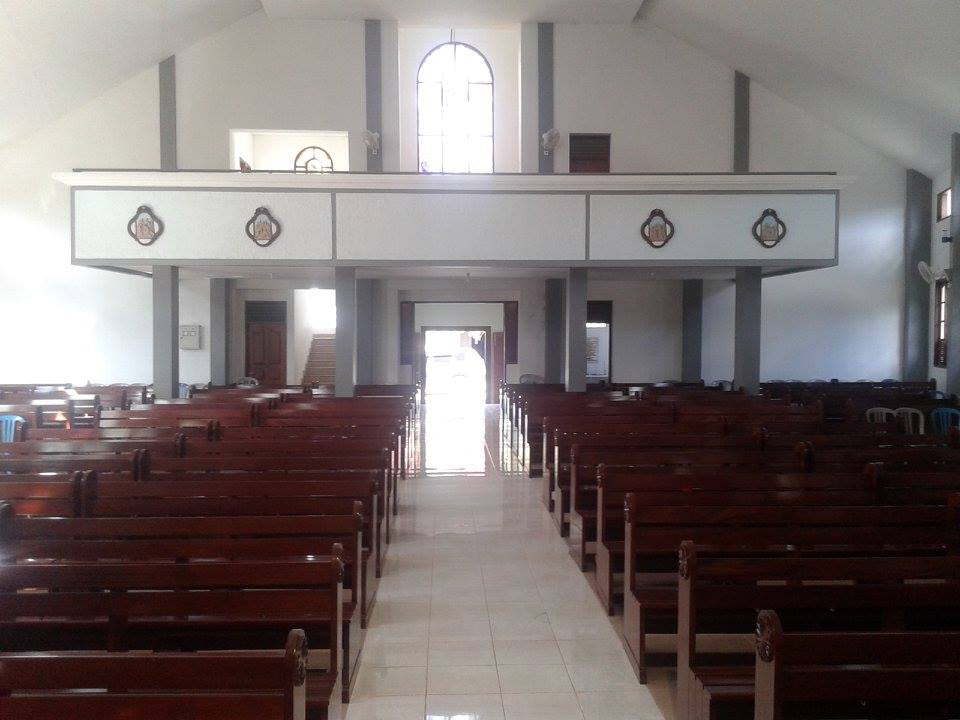
Empore
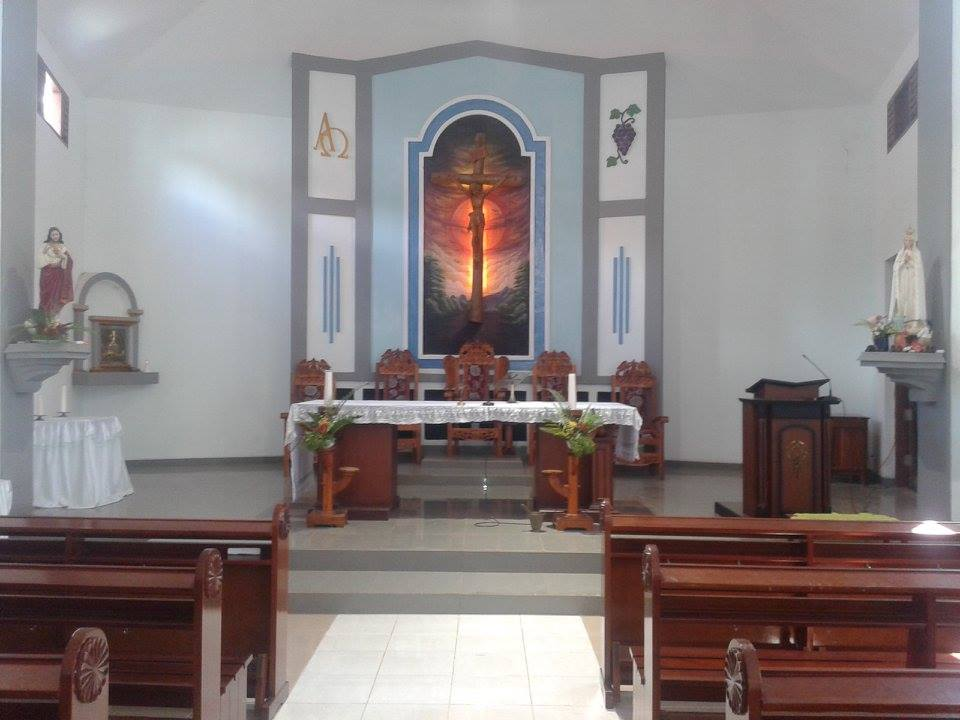
Altar
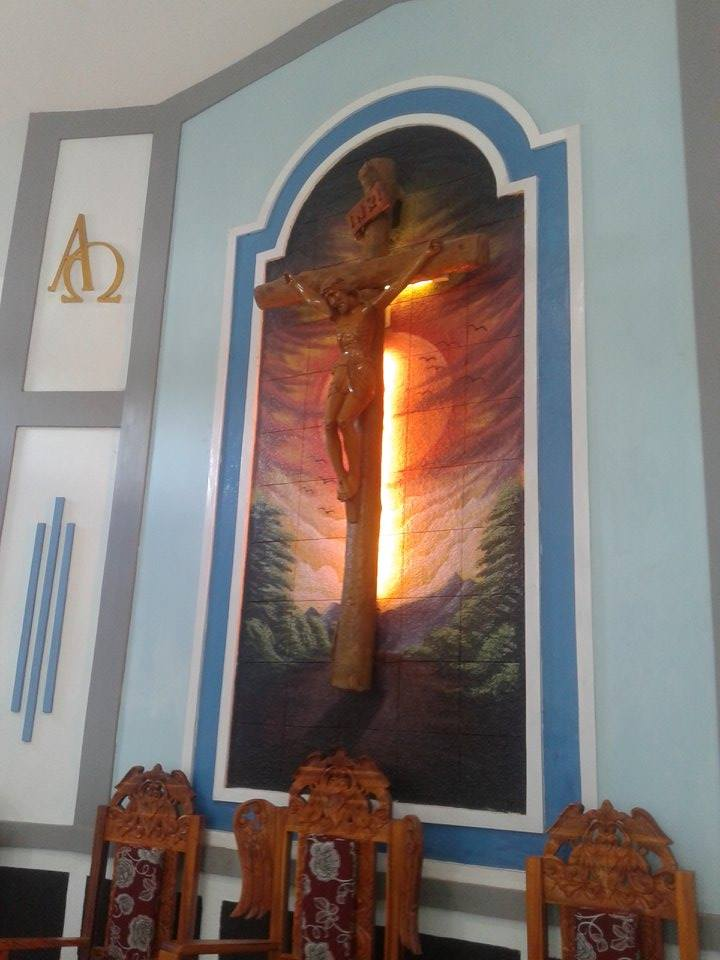
Kruzifix des Altars
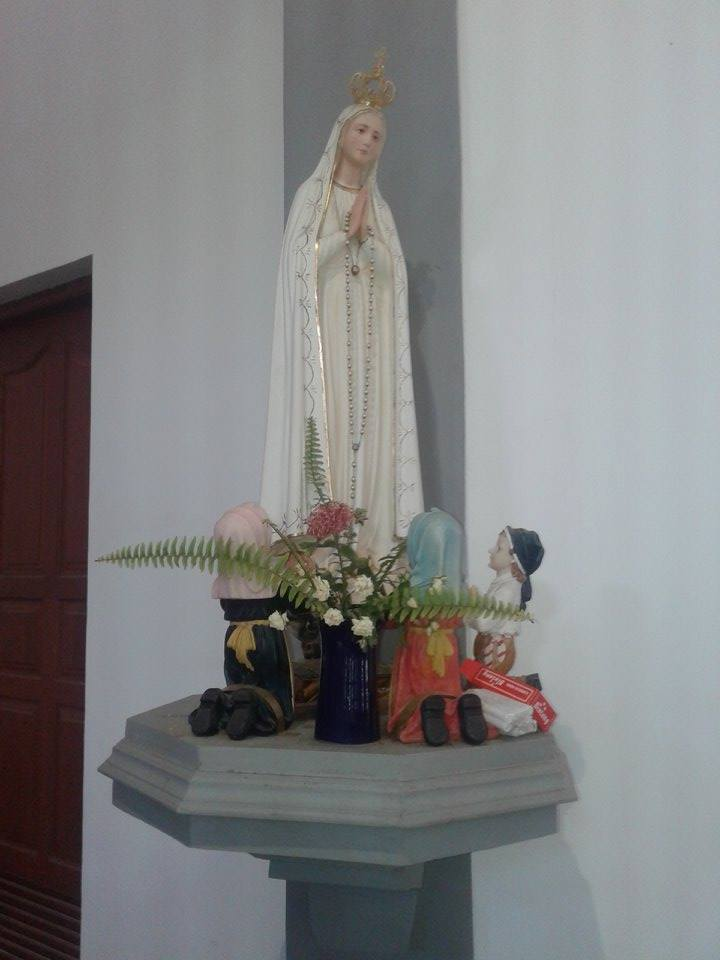
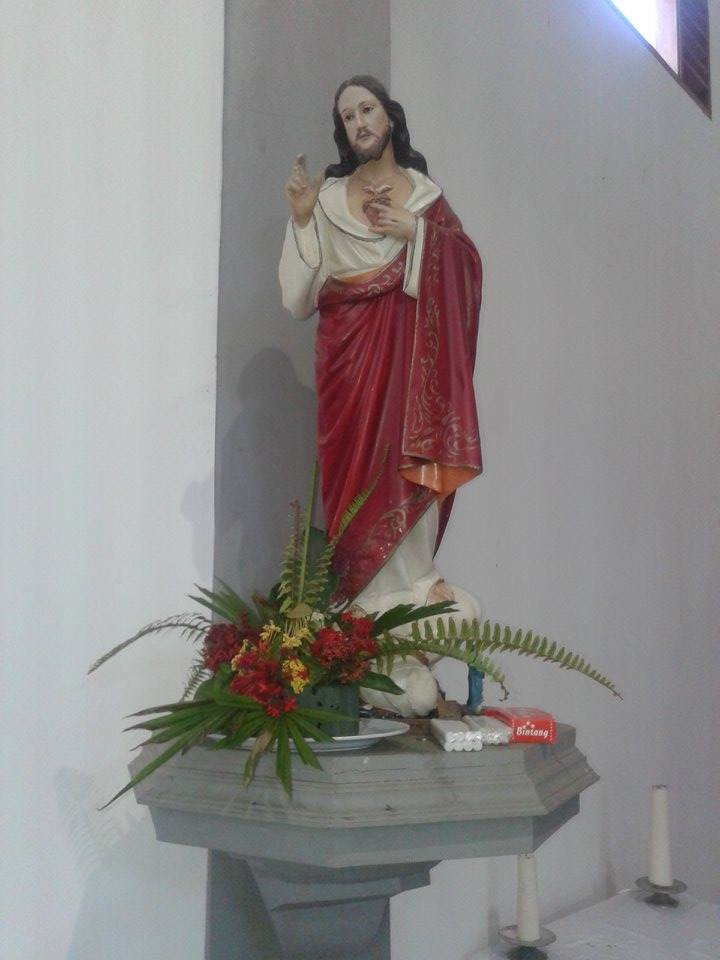